# Parasmittina triangularis
Parasmittina triangularis is een mosdiertjessoort uit de familie van de Smittinidae. De wetenschappelijke naam van de soort is voor het eerst geldig gepubliceerd in 1952 door Mawatari.